# Selenocosmia crassipes
Selenocosmia crassipes là một loài nhện trong họ Theraphosidae. Chúng được Ludwig Carl Christian Koch miêu tả năm 1874.